# طيران يو إن آي الرحلة 873
طيران يو إن آي الرحلة 873 طائرة ماكدونل دوغلاس إم دي-90-30 تحمل علي متنها 90 راكبا و6 من أفراد الطاقم وكانت متجهة من سونغشان إلي مدينة هوالين في 24 أغسطس 1999 وبعد أن هبطت في مدينة هوالين أنفجر زجاجاتي حمض ممأ أدي إلي إشعال حريق في مخزن الأمتعة غير خاضع للسيطرة وأخذ السيطرة عليه وإطفائه نصف ساعة فقط مات شخص واحد ونجا 95 شخصا وجرح 28 شخصا.
خطأ لوا في وحدة:Navbar على السطر 58: عنوان غير صحيح حوادث ووقائع الطيران في {{{عام}}}.